# Megasporoporia hexagonoides
Megasporoporia hexagonoides är en svampart som först beskrevs av Speg., och fick sitt nu gällande namn av J.E. Wright & Rajchenb. 1982. Megasporoporia hexagonoides ingår i släktet Megasporoporia och familjen Polyporaceae.   Inga underarter finns listade i Catalogue of Life.